# Томас, Бетси
Бе́тси То́мас (англ. Betsy Thomas; 1966) — американский продюсер, сценарист и режиссёр.

## Биография
Бетси Томас родилась в 1966 году в многодетной семье и имеет семерых братьев и сестёр. Томас выросла во Франклине (штат Мичиган, США). Она окончила Детройтскую дневную школу.
Томас наиболее известна как создатель ситкома «Мои мальчики», премьера которого состоялась 28 ноября 2006 года на кабельном телеканале «TBS». Она также является сценаристом и исполнительным продюсером шоу. Она также создала и выпустила в качестве исполнительного продюсера недолговечного ситкома «Управление домом», который транслировался с сентября 2003 года по май 2004 года на «WB». Томас также являлась одним из продюсеров ситкома «NBC», «Уитни».
В 1997 году Бетси развелась со своим первым мужем. В том же году она познакомилась с безработным актёром Эдрианом Уэннером, у них завязался романом и позже они поженились. В сентябре 2007 года у супругов родился ребёнок.

## Избранная фильмография
- 1994 — «Моя так называемая жизнь» / My So-Called Life (сценарист)
- 2011-2012 — «Уитни» / Whitney (исполнительный продюсер, сценарист, режиссёр)
- 2013 — «Мамочка» / Mom (режиссёр)
- 2014 — «Плохая судья» / Bad Judge (исполнительный продюсер)
- 2014 — «Мужики за работой» / Men at Work (режиссёр)
- 2016 — «Супермаркет» / Superstore (режиссёр)
- 2016 — «Доктор Кен» / Dr. Ken (режиссёр)
- 2017 — «Лучшие пончики» / Superior Donuts (исполнительный продюсер, сценарист, режиссёр)